# Lista jednostek organizacyjnych wojska Królestwa Bawarii

Królestwo Bawarii w konturze Cesarstwa Niemieckiego

Lista jednostek organizacyjnych wojska Królestwa Bawarii – lista jednostek organizacyjnych wojska Królestwa Bawarii, wchodzącego w skład Cesarstwa Niemieckiego (II Rzeszy).

## Korpusy armijne
| Korpus                                | Garnizon   | Powstanie | Rozwiązanie |
| ------------------------------------- | ---------- | --------- | ----------- |
| I Królewsko-Bawarski Korpus Armijny   | Monachium  | 1869      | 1919        |
| II Królewsko-Bawarski Korpus Armijny  | Würzburg   | 1869      | 1919        |
| III Królewsko-Bawarski Korpus Armijny | Norymberga | 1900      | 1919        |

## Dywizje

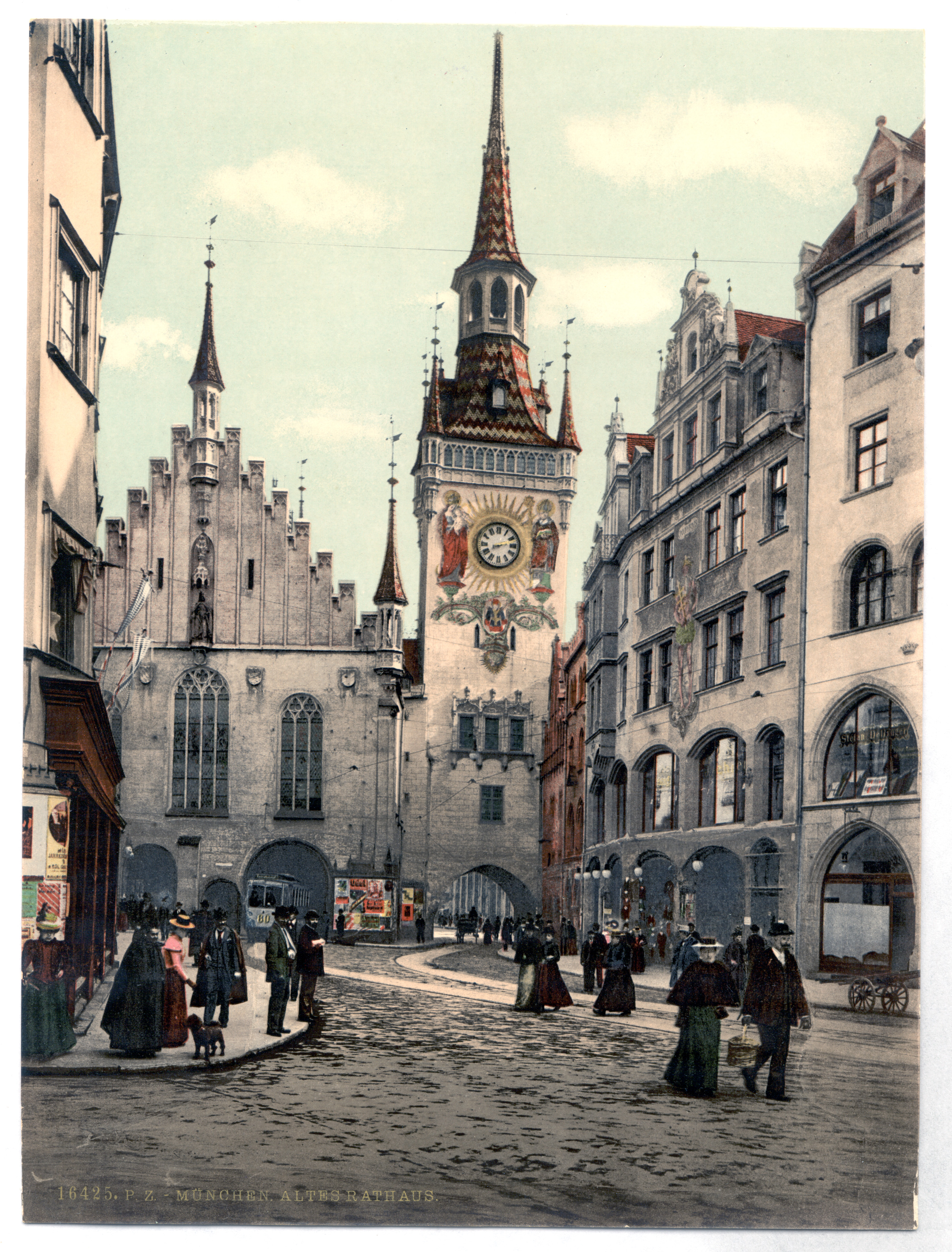
Monachium

| Dywizja                                | Garnizon           | Założenie        | Rozwiązanie                   |
| -------------------------------------- | ------------------ | ---------------- | ----------------------------- |
| 1 Królewsko-Bawarska Dywizja Piechoty  | Monachium          | nieznane         | nieznane                      |
| 2 Królewsko-Bawarska Dywizja Piechoty  | Augsburg           | nieznane         | nieznane                      |
| 3 Królewsko-Bawarska Dywizja Piechoty  | Landau an der Isar | nieznane         | nieznane                      |
| 4 Królewsko-Bawarska Dywizja Piechoty  | Würzburg           | nieznane         | nieznane                      |
| 5 Królewsko-Bawarska Dywizja Piechoty  | Norymberga         | nieznane         | nieznane                      |
| 6 Królewsko-Bawarska Dywizja Piechoty  | Ratyzbona          | nieznane         | nieznane                      |
| 10 Królewsko-Bawarska Dywizja Piechoty | nieznane           | 14 marca 1915    | 2 sierpnia do 3 września 1918 |
| 11 Królewsko-Bawarska Dywizja Piechoty | nieznane           | 7 kwietnia 1915  | nieznane                      |
| 12 Królewsko-Bawarska Dywizja Piechoty | nieznane           | 30 lipca 1916    | nieznane                      |
| 14 Królewsko-Bawarska Dywizja Piechoty | nieznane           | 14 sierpnia 1916 | 10 do 18 września 1918        |
| 15 Królewsko-Bawarska Dywizja Piechoty | nieznane           | 7 marca 1917     | nieznane                      |
| 16 Królewsko-Bawarska Dywizja Piechoty | nieznane           | 24 stycznia 1917 | nieznane                      |
| Królewsko-Bawarska Dywizja Kawalerii   | Monachium          | nieznane         | nieznane                      |

## Brygady

### Brygady piechoty (sztaby)
| Brygada                                 | Garnizon           | Założenie       | Rozwiązanie      | Uwagi                                |
| --------------------------------------- | ------------------ | --------------- | ---------------- | ------------------------------------ |
| 1 Królewsko-Bawarska Brygada Piechoty   | Monachium          | nieznane        | 8 marca 1915     | przemianowana na 20 Brygadę Piechoty |
| 2 Królewsko-Bawarska Brygada Piechoty   | Monachium          | nieznane        | 15 marca 1915    | przemianowana na 1 Brygadę Piechoty  |
| 3 Królewsko-Bawarska Brygada Piechoty   | Augsburg           | nieznane        | 1 kwietnia 1915  | przemianowana na 4 Brygadę Piechoty  |
| 4 Królewsko-Bawarska Brygada Piechoty   | Neu-Ulm            | nieznane        | nieznane         |                                      |
| 5 Królewsko-Bawarska Brygada Piechoty   | Zweibrücken        | nieznane        | 1 kwietnia 1915  |                                      |
| 6 Królewsko-Bawarska Brygada Piechoty   | Landau an der Isar | nieznane        | nieznane         |                                      |
| 7 Królewsko-Bawarska Brygada Piechoty   | Würzburg           | nieznane        | nieznane         |                                      |
| 8 Królewsko-Bawarska Brygada Piechoty   | Metz               | nieznane        | nieznane         |                                      |
| 9 Królewsko-Bawarska Brygada Piechoty   | Norymberga         | nieznane        | nieznane         |                                      |
| 10 Królewsko-Bawarska Brygada Piechoty  | Bayreuth           | nieznane        | nieznane         |                                      |
| 11 Królewsko-Bawarska Brygada Piechoty  | Ingolstadt         | nieznane        | nieznane         |                                      |
| 12 Królewsko-Bawarska Brygada Piechoty  | Ratyzbona          | nieznane        | 15 stycznia 1917 |                                      |
| 20 Królewsko-Bawarska Brygada Piechoty  | nieznane           | 8 marca 1915    | nieznane         | wcześniej 1 Brygada Piechoty         |
| 21 Królewsko-Bawarska Brygada Piechoty  | nieznane           | 1 kwietnia 1915 | nieznane         | wcześniej 4 Brygada Piechoty         |
| 22 Królewsko-Bawarska Brygada Piechoty  | nieznane           | 25 lipca 1916   | nieznane         |                                      |
| 23 Królewsko-Bawarska Brygada Piechoty  | nieznane           | 15 lutego 1917  | nieznane         |                                      |
| 1 Królewsko-Bawarska Brygada Strzelecka | nieznane           | 23 maja 1915    | nieznane         |                                      |

### Brygady kawalerii (sztaby)

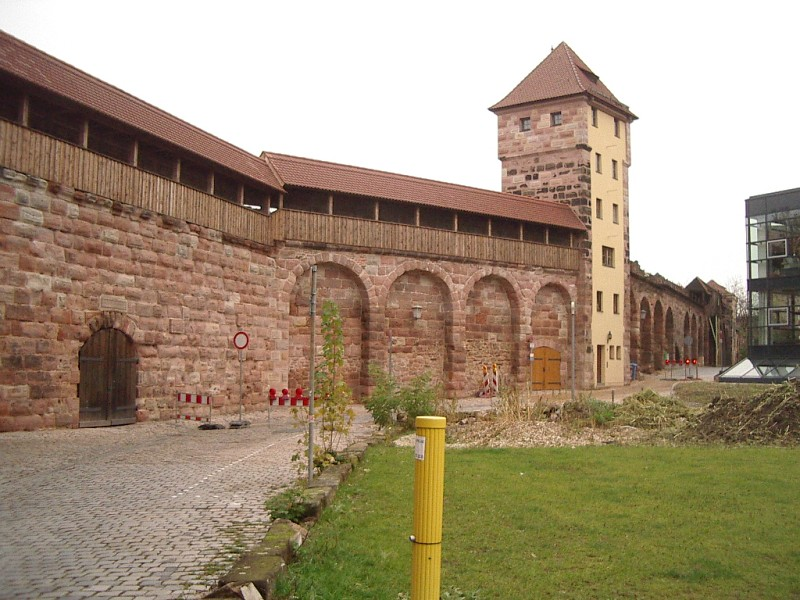
Mury miejskie Norymbergi

| Brygada                                | Garnizon   | Założenie    | Rozwiązanie |
| -------------------------------------- | ---------- | ------------ | ----------- |
| 1 Królewsko-Bawarska Brygada Kawalerii | Monachium  | nieznane     | nieznane    |
| 2 Królewsko-Bawarska Brygada Kawalerii | Augsburg   | nieznane     | nieznane    |
| 3 Królewsko-Bawarska Brygada Kawalerii | Dieuze     | nieznane     | nieznane    |
| 4 Królewsko-Bawarska Brygada Kawalerii | Bamberg    | nieznane     | nieznane    |
| 5 Królewsko-Bawarska Brygada Kawalerii | Norymberga | nieznane     | nieznane    |
| 6 Królewsko-Bawarska Brygada Kawalerii | Ratyzbona  | nieznane     | nieznane    |
| 7 Królewsko-Bawarska Brygada Kawalerii | nieznane   | 26 maja 1917 | nieznane    |

### Brygady artylerii (sztaby)
| Brygada                                                  | Garnizon           | Założenie            | Rozwiązanie         | Uwagi                                                                                                |
| -------------------------------------------------------- | ------------------ | -------------------- | ------------------- | --- |
| 1 Królewsko-Bawarska Brygada Artylerii Polowej           | Monachium          | nieznane             | nieznane            | od 25 lutego 1917 1 Bawarska Komenda Artylerii                                                       |
| 2 Królewsko-Bawarska Brygada Artylerii Polowej           | Augsburg           | nieznane             | nieznane            | od 26 lutego 1917 2 Bawarska Komenda Artylerii                                                       |
| 3 Królewsko-Bawarska Brygada Artylerii Polowej           | Landau an der Isar | nieznane             | nieznane            | od 22 lutego 1917 3 Bawarska Komenda Artylerii                                                       |
| 4 Królewsko-Bawarska Brygada Artylerii Polowej           | Würzburg           | nieznane             | nieznane            | od 22 lutego 1917 4 Bawarska Komenda Artylerii                                                       |
| 5 Królewsko-Bawarska Brygada Artylerii Polowej           | Fürth              | nieznane             | nieznane            | od 22 lutego 1917 5 Bawarska Komenda Artylerii                                                       |
| 6 Królewsko-Bawarska Brygada Artylerii Polowej           | Norymberga         | nieznane             | nieznane            | od 22 lutego 1917 6 Bawarska Komenda Artylerii                                                       |
| 7 Bawarska Komenda Artylerii                             | nieznane           | 22 lutego 1917       | nieznane            | |
| 8 Królewsko-Bawarska Rezerwowa Brygada Artylerii Polowej | nieznane           | 28 grudnia 1914      | nieznane            | od 22 lutego 1917 8 Bawarska Komenda Artylerii                                                       |
| Bayerischer General der Fußartillerie Nr. 4              | nieznane           | 28 czerwca 1916      | nieznane            | od 22 lutego 1917 9 Bawarska Komenda Artylerii                                                       |
| 10 Królewsko-Bawarska Brygada Artylerii Polowej          | nieznane           | 6 marca 1915         | nieznane            | |
| 11 Bawarska Komenda Artylerii                            | nieznane           | 22 lutego 1917       | nieznane            | |
| 12 Bawarska Komenda Artylerii                            | nieznane           | 22 lutego 1917       | nieznane            | |
| 1 Królewsko-Bawarska Rezerwowa Brygada Artylerii Polowej | nieznane           | 15 października 1914 | nieznane            | od 22 lutego 1917 13 Bawarska Komenda Artylerii                                                      |
| Bayerischer General der Fußartillerie Nr. 3              | nieznane           | 4 października 1916  | nieznane            | od 22 lutego 1917 14 Bawarska Komenda Artylerii                                                      |
| 15 Bawarska Komenda Artylerii                            | nieznane           | 22 lutego 1917       | nieznane            | |
| Bayerischer General der Fußartillerie Nr. 5              | nieznane           | 28 czerwca 1916      | nieznane            | od 22 lutego 1917 16 Bawarska Komenda Artylerii                                                      |
| 1 Bawarska Brygada Artylerii Polowej Landwehry           | nieznane           | 21 kwietnia 1916     | nieznane            | od 22 lutego 1917 17 Bawarska Komenda Artylerii                                                      |
| Königlich Bayerische Fußartillerie-Brigadekommando Nr. 1 | nieznane           | 15 października 1914 | nieznane            | od 24 września 1915 General der Fußartillerie Nr. 1, od 22 lutego 1917 18 Bawarska Komenda Artylerii |
| Königlich Bayerische Fußartillerie-Brigadekommando Nr. 2 | nieznane           | 25 sierpnia 1914     | 6 października 1918 | od 24 września 1915 General der Fußartillerie Nr. 2, od 22 lutego 1917 19 Bawarska Komenda Artylerii |
| 20 Bawarska Komenda Artylerii                            | nieznane           | 10 kwietnia 1917     | nieznane            | |
| 21 Bawarska Komenda Artylerii                            | nieznane           | 19 kwietnia 1917     | nieznane            | |
| 22 Bawarska Komenda Artylerii                            | nieznane           | 19 kwietnia 1917     | nieznane            | |
| 23 Bawarska Komenda Artylerii                            | nieznane           | 19 kwietnia 1917     | nieznane            | |